# Chiến tranh Xiêm – Pháp
Chiến tranh Xiêm-Pháp năm 1893 là một xung đột giữa Đệ tam Cộng hòa Pháp và Vương quốc Rattanakosin.
Quan tổng tài Pháp Auguste Pavie năm 1886 là tác nhân dẫn đến sự xâm chiếm Lào.
Cuộc chiến bùng nổ vào tháng 4 năm 1893 và chấm dứt nhanh chóng sau khi lực lượng hải quân Pháp phong tỏa Vọng Các. Sau cuộc xung đột nước Xiêm ký Hiệp ước Pháp-Xiêm (1893), theo đó đồng ý nhường Lào cho Pháp, một hành động dẫn đến sự mở rộng quan trọng của Liên bang Đông Dương.

## Bối cảnh

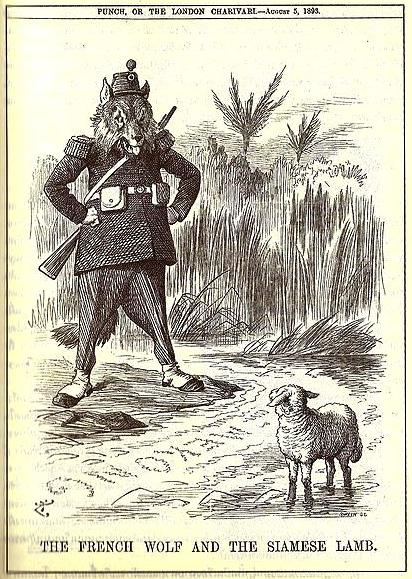
Tạp chí Punch Magazine vẽ 'con sói Pháp' đang nhìn con cừu Xiêm ở phía bên kia bờ sông Mê Kông

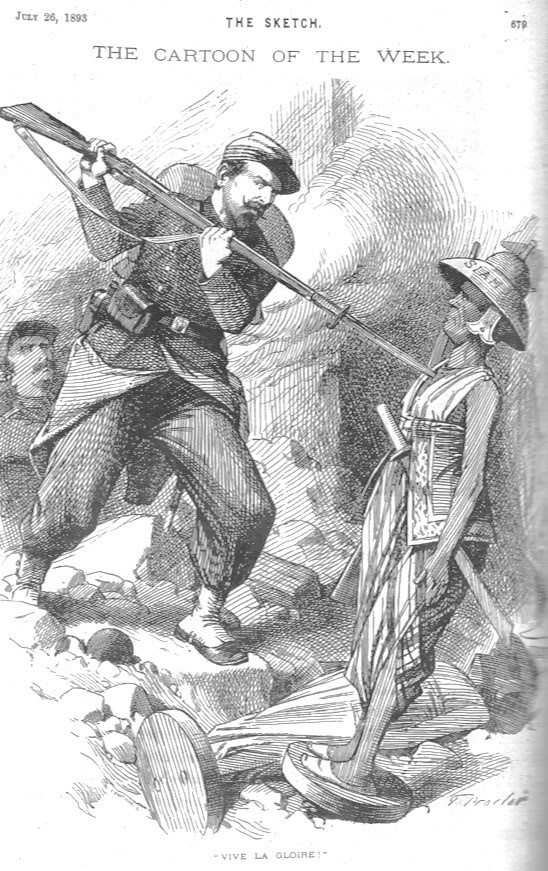
Bức vẽ thể hiện lính Pháp tấn công lính Xiêm như thể đánh với con ma nơ canh, thể hiện tính vượt trội về vũ khí của quân Pháp.

Xung đột bắt đầu khi toàn quyền Đông Dương Jean de Lanessan phái quan tổng tài Auguste Pavie đến Băng Cốc để dành Lào về sự thống trị của Pháp. Chính phủ tại Băng Cốc nghĩ rằng họ sẽ được hỗ trợ từ Chính phủ Anh Quốc đã từ chối nhượng vùng lãnh thổ nằm phía Đông sông Mê Kông, thay vào đó là tăng cường lực lượng quân sự và hiện diện của chính quyền.
Có 2 sự kiện diễn ra tiếp theo tại Khammouan và Nong Khai là trục xuất 3 thương nhân Pháp khỏi vùng Mekong vào tháng 9 năm 1892, 2 người trong số họ bị nghi ngờ là buôn lậu thuốc phiện.
Tiếp theo đó, quan tổng tài tại Luang Prabang người Pháp Massie đã dính phải sốt rét và do chán nản đã tự sát trên đường trở về Sài Gòn.
Tại Pháp, những sự kiện này đã được dùng để khuấy động tình cảm căm ghét người Xiêm, được sử dụng làm lý do cho cuộc can thiệp.
Cái chết của Massie đã đưa đến cho Auguste Pavie chức danh quan tổng tài Pháp mới. Tháng 3 năm 1893, Pavie yêu cầu người Xiêm rút toàn bộ các bốt quân sự nằm trên bờ Đông sông Mê Kông tại Khammouan và tuyên bố vùng đất đó thuộc về Việt Nam. Để gây áp lực thêm cho những yêu sách đó, Pháp đã điều tàu chiến Lutin đến Băng Cốc nơi nó buộc neo tại Chao Phraya nằm gần tòa công sứ Pháp.

## Xung đột
Khi người Xiêm từ chối yêu sách của Pháp, tướng Lanessan điều 3 đội quân đến vùng tranh chấp nhằm giành quyền kiểm soát vào tháng 4 năm 1893.
8 doanh trại của người Xiêm nằm ở bờ Tây sông Mê Kông đã kéo đến giao chiến với trung quân Pháp, các quân còn lại của Pháp gặp phải sự kháng cự trên đường tiến tới gần: ở phía Bắc quân Pháp bị vây hãm tại đảo Khong, 1 viên chức Thoreaux bị bắt giữ; trong khi đó, ở phía Nam, cuộc chiếm đóng diễn ra trôi chảy cho đến khi 1 cuộc đột kích của người Xiêm tại làng Keng Kert dẫn đến cái chết của viên thanh tra cảnh sát Grosgurin.

## Kết quả
Người Xiêm đồng ý nhượng lại Lào cho Pháp, đây là sự mở rộng quan trọng đối với Liên bang Đông Dương. Năm 1896, người Pháp ký với người Anh về phân định đường biên giới giữa Lào và Thượng Miến Điện. Vương quốc Lào được bảo hộ, ban đầu được đặt tại Toàn quyền Đông Dương tại Hà Nội.
Cả người Pháp lẫn người Anh đều muốn kiểm soát các phần của Đông Dương. Lần thứ 2 vào thập niên 1890, họ đã trên bờ của chiến tranh trên 2 tuyến đường khác nhau dẫn đến tỉnh Vân Nam. Đặc điểm địa hình làm cho việc di chuyển quân khó khăn, việc gây chiến tranh giữa 2 bên không hiệu quả và gây tốn kém. Cả hai nước đều có những xung đột cần giải quyết tại vùng họ thống trị.
Các hiệp ước Entente Cordiale năm 1904 giữa Pháp và Anh đã kết thúc những tranh chấp của họ tại Đông Nam Á.